# Хас, Кристль
Кристль Хас (нем. Christl Haas; 19 сентября 1943, Кицбюэль — 8 июля 2001, Манавгат) — австрийская горнолыжница, выступавшая в слаломе, гигантском слаломе и скоростном спуске. Представляла сборную Австрии по горнолыжному спорту в 1960—1968 годах, чемпионка зимних Олимпийских игр в Инсбруке, бронзовая призёрка Олимпийских игр в Гренобле, двукратная чемпионка мира, призёрка этапов Кубка мира, восьмикратная чемпионка австрийского национального первенства.

## Биография
Кристль Хас родилась 19 сентября 1943 года в горнолыжном городе-курорте Кицбюэль, земля Тироль. Проходила подготовку в местном одноимённом спортивном клубе, тренировалась преимущественно на склонах горы Ханенкамм.
Впервые заявила о себе в 1960 году, став чемпионкой Австрии среди юниоров. Попав в основной состав австрийской национальной сборной, одержала также победу на престижных соревнованиях Arlberg-Kandahar.
В 1962 году выступила на чемпионате мира в Шамони, где обошла всех своих соперниц в программе скоростного спуска и завоевала тем самым золотую медаль.
Благодаря череде удачных выступлений удостоилась права защищать честь страны на домашних зимних Олимпийских играх 1964 года в Инсбруке — показала здесь шестой результат в слаломе, четвёртый результат в гигантском слаломе, тогда как в скоростном спуске получила золотую медаль. Кроме того, выиграла серебряную медаль в комбинации, пропустив вперёд лишь титулованную француженку Мариэль Гуашель, хотя эта дисциплина в то время не была олимпийской, и полученная награда пошла только в зачёт мирового первенства.
После инсбрукской Олимпиады Хас осталась в главной горнолыжной команде Австрии и продолжила принимать участие в крупнейших международных соревнованиях. Так, в 1966 году она побывала на мировом первенстве в Портильо, где заняла в скоростном спуске пятое место. С появлением в 1967 году Кубка мира по горнолыжному спорту сразу же стала активной его участницей, в течение двух сезонов четырежды поднималась на пьедестал почёта, выиграв на различных этапах две серебряные медали и две бронзовые. Наивысшая позиция в зачёте скоростного спуска — третье место, в то время как в общем зачёте всех дисциплин — десятое. Хас имела в послужном списке, помимо всего прочего, восемь золотых наград, полученных на чемпионатах Австрии.
Находясь в числе лидеров австрийской национальной сборной, Кристль Хас благополучно прошла отбор на Олимпийские игры 1968 года в Гренобле. На сей раз выиграла в скоростном спуске бронзовую медаль, уступив соотечественнице Ольге Палль и французской горнолыжнице Изабелль Мир. Вскоре по окончании этого сезона приняла решение завершить спортивную карьеру.
Впоследствии работала лыжным инструктором, управляла магазином спортивных товаров в коммуне Санкт-Иоганн-ин-Тироль. Сыграла важную роль в церемонии открытия Олимпийских игр 1976 года в Инсбруке, зажигала олимпийский огонь вместе с прославленным саночником Йозефом Файстмантлем.
В 1996 году награждена почётным знаком «За заслуги перед Австрийской Республикой».
Умерла 8 июля 2001 года в возрасте 57 лет — во время отдыха в турецком курортном городе Манавгат у неё случился сердечный приступ, и она утонула.